# Amioun
Amioun oder Amyun (arabisch أميون, DMG Amyūn, griechisch: Αμιούν) ist die Hauptstadt des überwiegend griechisch-orthodoxen Distrikt Koura (d. h. χώρα, „Land“ auf Griechisch) im Gouvernement Nord-Libanon. Die Stadt Amioun leitet ihren Namen möglicherweise aus der aramäischen Sprache ab und bedeutet  „Ort der Griechen“. Es gibt allerdings auch alternative Erklärungen für den Namen. Amioun befindet sich auf der Spitze eines antiken Hügels aus der Zeit vor dem 2. Jahrtausend v. Chr., und die Stadt wurde in dieser Zeit „Amia“ genannt.
Amioun hat eine Bevölkerung von 10.658 (2010). Fast alle Einwohner sind Anhänger der griechisch-orthodoxen Kirche von Antiochien. Amioun ist die größte ostorthodoxe Stadt im Libanon. In der Stadt befinden sich verschiedene historische Kirchen sowie eine Kathedrale und ein Kloster.

## Geografie
Amioun liegt im Herzen des Nordlibanon und ist das administrative Zentrum des Distrikts Koura. Amioun liegt etwa 370 Meter über dem Meeresspiegel und ist etwa 78 Kilometer nordnordöstlich von Beirut entfernt. Es ist etwa 42 Kilometer von den Zedern des Herrn und 18 Kilometer von Tripoli, der Hauptstadt des Nord-Gouvernements, entfernt.
Gelegen zwischen dem Meer und den Bergen, auf einer Kette von schönen Hügeln, die sich von Osten nach Westen erstrecken, hat Amioun eine unverwechselbare Lage und eine malerische Aussicht. Die Hügel, auf denen Amioun liegt, sind im Norden von Olivenfeldern und im Süden von Weinbergen, Mandelplantagen und Olivenbäumen umgeben.

## Geschichte
Amioun ist eine sehr alte Siedlung, deren Geschichte bis ins Paläolithikum zurückverfolgt werden kann. Dies wird durch die vielen kleinen Höhlen in den Felsen der alten Stadt belegt. In den vergangenen Jahren besuchten eine Reihe französischer und deutscher Orientalisten – allen voran der Franzose Ernest Renan – die Stadt, studierten ihre archäologischen Stätten und schrieben über sie. Es wird angenommen, dass die alten semitischen Völker um 4000 v. Chr. in die Region kamen.
Die Schlacht von Amioun war eine Schlacht, die in hier im Jahr 694 zwischen byzantinischen Truppen und monothelitischen Christen stattfand.

## Bildung
Amioun befindet sich in der Nähe der Universität Balamand.

## Persönlichkeiten
- Jacques Nasser (* 1947), Manager
- Nassim Nicholas Taleb (* 1960), Statistiker, Autor und Philosoph